# تجمع عكبان (العبر)

تعديل مصدري - تعديل

تجمع عكبان هي إحدى قرى عزلة العبر بمديرية العبر التابعة لمحافظة حضرموت، بلغ تعداد سكانها 112 نسمة حسب تعداد اليمن لعام 2004.